# Ibeas de Juarros (kommunhuvudort)
Ibeas de Juarros är en kommunhuvudort i Spanien.   Den ligger i provinsen Provincia de Burgos och regionen Kastilien och Leon, i den norra delen av landet, 210 km norr om huvudstaden Madrid. Ibeas de Juarros ligger 933 meter över havet och antalet invånare är 1 279.
Terrängen runt Ibeas de Juarros är lite kuperad. Runt Ibeas de Juarros är det mycket glesbefolkat, med 6 invånare per kvadratkilometer. Närmaste större samhälle är Burgos, 13,7 km väster om Ibeas de Juarros. Trakten runt Ibeas de Juarros består till största delen av jordbruksmark.